# Smakke
Smakke (også Smakkebåd) er en mindre bådstype med flad bund og næsten retlinjede sider med sidesværd, som blev anvendt til fiskeri og transport i kystnære farvande, især i Vadehavet, Lillebælt og syd for Fyn. Disse to- eller tremastede kystbåde havde et smakkesejl på hver et mast. Ordet smakke kommer af nederlandsk smak, hvilket beytder lille skib. Betegnelsen optræder første gang i 1460. Smakken er i familie med tjalken og var i 1700- og 1800-tallet en typisk vadehavs- og kystsejler, der er velegnet til at gå tæt ind under kysten. Brugen ophørte omkring 1900.

## Billeder
- En Smakke
- En smakke på færøisk frimærke
- Afbildning af en smakke i Öömrang Hüs på Amrum